# Nagajasu Honda
Nagajasu Honda byl japonský fotbalista.

## Reprezentační kariéra
Nagajasu Honda odehrál za japonský národní tým v letech 1927–1930 celkem 4 reprezentační utkání. S japonskou reprezentací se zúčastnil Hry Dálného východu 1927, 1930.

## Statistiky
| Japonsko | Japonsko | Japonsko |
| Roky     | Záp.     | Góly     |
| -------- | -------- | -------- |
| 1927     | 2        | 0        |
| 1928     | 0        | 0        |
| 1929     | 0        | 0        |
| 1930     | 2        | 0        |
| Celkem   | 4        | 0        |